# 西尾塁
西尾 塁（にしお るい 、1983年〈昭和58年〉3月29日 - ）は、日本の俳優。京都府京都市出身。京都市立堀川高等学校卒業。
旧芸名は開都 塁。
ぐるうぷ香住（2013年12月まで）を経てピカロエンタープライズ（2022年4月まで）に所属、現在は個人事務所（2022年5月から）で映像作品等も制作している。

## 略歴
1983年、京都市中京区にて社寺建築家の次男として生を受ける。
母が児童劇団に応募したことがきっかけで幼少期から演技、殺陣、日本舞踊を学ぶ。
1989年フジテレビ「華岡青洲の妻」華岡良平役でデビュー。
1993年TBSテレビ「ナショナル劇場水戸黄門」第22部 第10話まで寛坊役でレギュラー出演。その後、テレビ時代劇を中心に子役として活動。
成人後も「鬼平犯科帳」「雲霧仁左衛門」などの太秦時代劇、「科捜研の女」や「浅見光彦シリーズ」などの推理ドラマに脇役、悪役問わず幅広く出演。
主に映画、テレビドラマを中心に活動しつつ、近年は海外映画祭向けのインディーズ映画の監督としても活動している。

## 人物
＊ 好きな色はオレンジとワインレッド
- 趣味は「魚釣り」と「バイク」

「魚釣り」
- 小学5年生からブラックバス釣りを始め、現在は休みの度に他魚種ハンターとして京都、滋賀のフィールドに出向く。
- 自宅では幼魚からマナマズ（日本ナマズ）を飼育するほどのナマズ好き。ターゲットとする魚種は主に淡水魚で、マナマズ、チャネルキャットフィッシュ（アメリカナマズ）、琵琶湖大鯰（ビワコオオナマズ）、雷魚（カムルチー）、ブラックバス（ラージマウスバス、スモールマウスバス）などのフィッシュイーターである。
- 持ち前の強運と集中力で「ここぞというときに大魚を引き寄せる」と言われている。
- 夢はアマゾン川で世界最大淡水魚と呼ばれる「ピラルク」を釣ること。

「バイク」
- 愛車はヤマハSR400とカブの２台所有。
- SR400は免許を取得した16歳からの憧れのバイクで、ほぼ不動の1996年式のエンジンとフレームを知人から譲り受けチョッパー風にフルカスタムしてもらったもの。
- HONDAのC50は1986年式の古いカブで、知人から貰ったものをフルカスタムしてもらったもの。現在はエンジンが88cc、フレーム以外はすべて改造されてほとんど別のバイクになっている。
- ヘルメットはシャンパンゴールド。

## 出演

### 映画
- 花のお江戸の釣りバカ日誌（1998年） - 菊丸 役
- 熊本物語 第3部 〜おんな国衆一揆〜（2002年） - 石田三成 役
- SAMURAI HEADHUNTERS（2013年、イギリス・BBC） - 主演・マサ 役[3]
- 本能寺ホテル （2017年） - 本能寺の坊主 役
- 無限の住人（2017年） - 斉藤応為辰政 役
- 赤い番傘（2019年） - 木田勝二 役
- 引っ越し大名！（2019年） - 青木慎之介 役
- 殺すな（2022年1月28日公開、原作：藤沢周平、監督：井上昭、松竹）
- 事実無根（2023年12月2日公開、監督：柳裕章、一粒万倍プロダクション） - 山里俊 役[4]

### テレビ番組
- 痛快!明石家電視台 実際どうなん!?「元子役」（2016年11月21日、毎日放送）

### テレビドラマ

#### 子役時代 主な出演
- 華岡青洲の妻（1989年、フジテレビ系） - 華岡良平 役
- 名奉行遠山の金さん 第3部 第10話（1989年、テレビ朝日系） - 勘太 役
- 風雲!真田幸村（1989年、テレビ東京系） - 竹丸 役
- 快傑黒頭巾[5]（1990年10月7日、TBSテレビ系）[6]
- 暴れん坊将軍シリーズ（テレビ朝日系）
  - 暴れん坊将軍III（1989年 - 1990年）
    - 第83回「帰ってきた炎の男」[7]
    - 第114話「愛しのわらべよ、荒海が泣く!」[8]
    - 第117話「おんな武芸者の恋」[9]

  - 暴れん坊将軍IV（1992年）
    - 第48話「春一番天狗の子がやってきた」 - 梅吉 役
    - 第66話「鉄火芸者に花一輪」 - 庄太郎 役

  - 暴れん坊将軍VII（1996年）
    - 第3話「母恋し! がまん涙の夢枕」 - 大吉 役
    - 第15話「花の板前、妻敵討ち!」 - 太吉 役

  - 暴れん坊将軍X 第24話「計られた上意討ち! 若侍に惚れた年上の女」（2000年） - 赤松日守 役
- 八百八町夢日記（日本テレビ系）
  - 第1シリーズ（1990年）
    - 第13話 - 源八 役
    - 第20話 - 銀太 役

  - 第2シリーズ
    - 第1話（1991年） - 太一 役
    - 第11話（1992年） - 小六 役
- 木枯し紋次郎 年末時代劇スペシャル（1990年、TBSテレビ系） - 紋次郎の少年時代 役
- 鞍馬天狗 第1話・第2話（1990年10月7日・14日、テレビ東京系） - 新吉 役
- あばれ八州御用旅 第11話（1991年、テレビ東京系） - 三吉 役
- 長七郎江戸日記（日本テレビ系）
  - シリーズ3（1991年）
    - 第12話「居候は暴れん坊」 - 泰吉 役
    - 第23話「霊験あらたか」 - 松吉 役
- 銭形平次スペシャル（1991年、フジテレビ系） - 新助の少年時代 役
- ナショナル劇場→パナソニック ドラマシアター（TBSテレビ系）
  - 大岡越前
    - 第12部 第6話「能面の女が雇った刺客」（1991年11月18日） - 柳田小四郎 役
    - 第15部 第21話「疑惑の恩人」（1999年2月8日） - 竹市 役

  - 水戸黄門
    - 第21部 第13話「鬼と呼ばれた母の真実 -延岡-」（1992年6月29日） - 四郎吉 役
    - 第22部
      - 第1話 - 第10話（1993年5月17日 - 7月19日） - 寛坊 役
      - 第5話「陰謀渦巻く大井川 -島田-」（1993年6月14日） - 三太 役（寛坊との一人二役）

    - 第24部 第9話「母を慕う馬子唄衰し -徳島-」（1995年11月13日） - 新吉（相原新之助） 役
    - 第25部 第12話「夢を咲かせた大谷焼 -鳴門-」（1997年3月10日） - 文之助 役
    - 第27部 第25話「娘飛脚はお姫様 -松本-」（1999年9月6日） - 修吉 役
    - 第28部 第30話「あばずれ娘と瀬戸の花嫁 -宮島-」（2000年10月23日） - 三太 役

  - 南町奉行事件帖 怒れ!求馬 第8話「罪を償うお役所小僧」（1997年12月22日） - 音吉 役
- 水曜グランドロマン 母ふたり 2時間SP（1991年、日本テレビ系） - 平島実 役
- 月曜ドラマスペシャル 刑事ガンさんシリーズ 全6作（1992年7月6日 - 1995年7月17日、TBSテレビ系） - 草野太輔 役
- 柳生武芸帳 第5部（1992年、日本テレビ系） - 仙太 役
- 新・三匹が斬る! 第4話（1992年、テレビ朝日系） - 太郎吉 役
- 恐怖劇団京都ミステリー案内「貴船呪い釘」（1992年、テレビ朝日系） - 主演・水沢裕 役
- テレビ東京日曜21時枠 おらんだ左近秘剣帳（1993年7月7日 - 9月29日、テレビ東京系） - 春太 役
- 江戸の用心棒　第1シリーズ 第12話（1994年、日本テレビ系） - 捨三 役
- 江戸を斬る 第8部 第20話（1994年、TBSテレビ系） - 由松 役
- はぐれ医者・お命預かります! 第1話（1995年、テレビ朝日系） - 市 役
- 12時間超ワイドドラマ 豊臣秀吉 天下を獲る! 第6部（1995年、テレビ東京系） - 於義伊 役
- 大江戸を駆ける 第5話（2000年、TBSテレビ系） - 十三造 役
- オヤジ探偵 第8話「コギャルを叱るニセ刑事の謎」（2001年、テレビ朝日系）
- 鬼平犯科帳 第9シリーズ 第3話（2001年、フジテレビ系） - 清太 役
- くノ一忍法伝 封印の掟～女淫愛残抄～（2001年、監督：竹内美年子、オリジナルビデオ）[10]

#### 成人後 出演作品
- 土曜ワイド劇場（テレビ朝日系）
  - 京都殺人案内
    - 第25作「根室・納沙布 慟哭の海!」（2002年4月20日）[11]
    - 第28作「涙そうそう沖縄 音川音次郎刑事の一番長い日!」（2005年12月17日）[12]

  - ドクター彦次郎（2015年10月3日） - 菊池大輔 役
- 木曜ミステリー（テレビ朝日系）
  - 京都地検の女 第1シリーズ 第1話・第2話（2003年7月24日・31日） - 松本 役
  - おみやさん 
    - 第4シリーズ 第8話（2005年6月9日）
    - 第6シリーズ 第6話（2008年12月11日）[13]
- 妻は、くノ一〜最終章〜 第3話（2014年、NHK BSプレミアム） - 伊原屋 役
- 神谷玄次郎捕物控 第2話（2014年、NHK BSプレミアム） - 村田 役
- オリジナル長篇時代劇 闇の狩人 前篇・後篇（2014年、前篇 BSスカパー! / 後篇 時代劇専門チャンネル） - 権八 役
- 歴史秘話ヒストリア 第194回「“奇兵隊”デビュー! 〜幕末 若者たち一発逆転の夢〜」（2014年、NHK総合） - 新兵衛 役（主演）
- 木曜時代劇 ぼんくら 第4回 - 第7回・最終回（2014年11月6日 - 27日・12月18日、NHK総合） - 清次 役
- 鬼平犯科帳 スペシャル 密告（2015年1月9日、フジテレビ系）[14]
- 出入禁止の女〜事件記者クロガネ〜 第1話（2015年1月15日、テレビ朝日系） - ホスト店長 役
- 最強のふたり〜京都府警 特別捜査班〜 第6話（2015年8月27日、テレビ朝日系） - シンゴ 役
- 浅見光彦シリーズ52「神苦楽島」（2015年9月4日、フジテレビ系） - 北島健太 役
- 土曜時代劇 一路 第8回（2015年9月17日、NHK BSプレミアム） - 深谷宿の役人 役
- 藤沢周平新ドラマシリーズ
  - 果し合い（2015年10月31日、BSスカパー!） - 果し合いの男 役
  - 遅いしあわせ（2015年11月23日、時代劇専門チャンネル）
- 科捜研の女（テレビ朝日系）
  - season15 第4話（2015年11月12日） - 城島蓮 役[15]
  - season19 第29話（2020年2月6日）[16]
  - season20 第4話（2020年11月12日）[17]
  - season21 第9話（2022年1月13日）[18]
  - season24 第6話（2024年8月14日） - 塩野正之 役[19]
- “くたばれ”坊っちゃん（2016年6月22日、NHK BSプレミアム） - 赤シャツ 役[20]
- BS時代劇（NHK BSプレミアム）
  - 伝七捕物帳 第1シリーズ 第8話（2016年9月2日）[21]
  - 子連れ信兵衛2 第4話（2016年12月2日） - 清吉 役
- 鬼平外伝 最終章 四度目の女房（2016年10月9日、BSスカパー!） - 与平 役
- ドラマ特別企画 名奉行!遠山の金四郎（TBSテレビ系）
  - 第1作（2017年9月25日）[22]
  - 第2作（2018年8月13日）[23]
- 池波正太郎時代劇 光と影 第5話（2017年12月5日、BSジャパン / Amazon Prime Video） - 土井大炊頭利重 役[24]
- 雲霧仁左衛門4 第2回（2018年9月14日、NHK BSプレミアム）[25]
- 池波正太郎時代劇スペシャル 雨の首ふり坂（2018年7月21日、J:COM×時代劇専門チャンネル）[26]
- FNS24時間テレビ「学ぶヒストリー劇場～明治維新～英傑たちの肉食のすゝめ」（2018年9月8日、フジテレビ系） - 伊藤博文 役
- やじ×きた 元祖・東海道中膝栗毛 第3話（2019年4月20日、BSジャパン） - 六 役[27]
- 検事・佐方～恨みを刻む～（2020年9月6日、テレビ朝日系） - 瓜生鉄雄 役
- 探偵・由利麟太郎 第2話（2020年6月23日、関西テレビ・フジテレビ系） - 小松四郎 役
- 殺すな（2022年3月3日、原作：藤沢周平、時代劇専門チャンネル）

### 舞台
- 沓掛時次郎 〜里見浩太朗特別公演〜（1993年1月） - 太郎吉 役
- 水戸黄門 〜御園座特別公演〜（1993年7月） - 寛坊 役
- 水戸黄門 〜明治座100周年記念公演〜（1993年12月） - 寛坊 役
- 孔明め！孔明め！孔明め！ (2017年6月)　- 諸葛亮孔明 役(主演)

作・演出：三谷昌登
京都公演　2017年6月1日-2日 京都府立文化芸術会館
松山公演　2017年6月14日-15日　ひめぎんホール

### 雑誌
- アルテヤ・オーガニック クレンジングオイル、広告モデル
  - 『mina (雑誌) 8月号』（主婦の友社）2013年6月20日
  - 『Ray (雑誌) 8月号』（主婦の友社）2013年6月21日
  - 『GISELe 8月号』（主婦の友社）2013年6月28日
  - 『ESSE 8月号』（扶桑社）2013年7月5日
- ドクターブロナー社製 ヴァージンココナッツオイル、広告モデル
  - 『GISELe 8月号』（主婦の友社）2014年6月28日
  - 『Ray 9月号』（主婦の友社）2014年7月23日
  - 『HERS 9月号』（光文社）2014年8月11日
  - 『GISELe 10月号』（主婦の友社）2014年8月28日
  - 『HERS 10月号』（光文社）2014年9月12日

## 作品

### 映画製作
- 短編映画「記憶を遡る女」（2018年-ピカロ エンタープライズ）企画・製作・編集
- 映画「灰」　（2021年-右京太秦芸能人会）監督・脚本・編集・音楽
- 長編ドキュメンタリー映画「Muck Around」（2025年発表予定-LN6）監督・企画・製作・編集

### 舞台制作
- 「舞台」美女と野獣と赤い馬（2016年-京都市東山青少年活動センター）企画・制作・演出
- 「舞台」孔明め！孔明め！孔明め！ (2017年6月)　- 企画・製作・主演

脚本・演出：三谷昌登
京都公演　2017年6月1日-2日 京都府立文化芸術会館
松山公演　2017年6月14日-15日　ひめぎんホール